# 新発田氏
新発田氏（しばたし）は北越後の国人で、「揚北衆」と呼ばれた。
佐々木盛綱を祖とする佐々木党であり、加地氏の庶流。一族に五十公野氏がいる。

## 概要
室町時代頃より加地氏より分かれ、代々新発田城（新潟県新発田市）を本拠とし新潟津（新潟県新潟市）から三条島（新潟県三条市）までに及ぶ周辺を支配していた。新発田長敦の代には上杉謙信に従い、天正6年（1578年）の謙信没後に勃発した御館の乱では上杉景勝に従って活躍したが、長敦が急死。急遽（）、弟の重家が新発田家を継いだが、これが原因で恩賞から漏れ、天正9年（1581年）景勝に対して反乱を起こした（新発田重家の乱）。しかし天正15年（1587年）、五十公野城に続き本拠地の新発田城が落城。越後国の領主としての新発田氏は滅亡した。
一方では重家の弟、新発田盛喜が天正10年（1582年）5月24日に加地氏の本貫地のうち、蒲原郡の沼垂と新潟で所領を宛行うことを景勝から内約されており、色部長実の仲介によって、後に帰参。母方の姓である新保氏を名乗り、子孫は越後、会津、米沢と上杉家とともに移転し、新保氏は代々米沢藩侍組として家名を繋いだ。後に傍系子孫が新発田に復姓。
ただし、新発田盛喜（駿河守、新発田治時の後見・義叔父）と新保盛喜（孫六、重家の弟、治時の叔父）は別人であるという説もある 。

## 主な一族
- 新発田長経
- 新発田経綱
- 新発田治綱
- 新発田長綱
- 新発田綱貞
- 新発田長敦
- 新発田重家（五十公野治長）
- 新発田治時